# Project Finance
Project Finance, Financiación de Proyectos  o Finanproyecto (traducción adaptada del vocabulario inglés) es un mecanismo de financiación de inversiones de gran envergadura que se sustenta tanto en la capacidad del proyecto para generar flujos de caja que puedan atender la devolución de los préstamos como en contratos entre diversos participantes que aseguran la rentabilidad del proyecto. Asimismo, son proyectos caracterizados por incluir tecnologías ampliamente maduras.
El aumento de grandes inversiones en infraestructuras y la tendencia de los gobiernos a reducir sus niveles de déficit presupuestario, ha sido un hecho fundamental en el desarrollo del finanproyecto. Esta figura permite tanto a la Administración pública como a la empresa privada emprender proyectos cuya inversión en capital es elevada.
El finanproyecto es una técnica de uso generalizado en la implantación del sector de telecomunicaciones (telefonía móvil, televisión por cable, etc.). Sin embargo, en la actualidad, ha tomado mucha fuerza en sectores como el eléctrico o del transporte, permitiendo desplazar estas grandes inversiones, históricamente unidas al sector público, hacia el sector privado. Más concretamente, grandes parques fotovoltaicos y eólicos son financiados mediante esta modalidad, pues la propia naturaleza de este tipo de proyectos se adapta plenamente a la filosofía del Project Finance, y la legislación actual permite asegurar una generación de flujos previsible y suficiente que sostenga el pago de las cuotas creditícias. 
Por último, señalar el uso común de un ratio de cobertura, que indica de manera clara la 'salud' del proyecto, mostrando la capacidad de los flujos generados para repagar la deuda.

## Estructura
Las principales características de esta figura son las siguientes:
- Se constituye una sociedad separada para realizar el proyecto, que en la literatura actual recibe el nombre de Sociedad con Propósitos Específicos (Special Purpose Vehicle, SPV).

- El gestor o promotor del proyecto puede aportar una gran parte del capital de la sociedad (incluso en terrenos), vinculando así la financiación del proyecto a su gestión.

- La sociedad del proyecto celebra contratos integrales con los distintos participantes: el constructor, proveedor, cliente y la entidad financiera, entre otros.

- La sociedad del proyecto opera con un alto nivel (ratio) de endeudamiento sobre recursos propios, de modo que los prestamistas tienen limitadas posibilidades de reclamación en caso de impago.

- La exigencia en los contratos de garantías permite al fin que el proyecto sea rentable, y por tanto que puede satisfacer todos los intereses de los participantes. Además, estas exigencias son mayores en la fase inicial del proyecto (diseño y construcción). Esto es así debido a que los gastos localizados en esta fase son muy elevados y no hay ingresos. Como contrapartidas, es generalizado tomar en garantía (pignorar) los contratos de construcción de las máquinas y el propio de compraventa de la energía, entre otros.

- Creación de un fondo de reserva, constituido a partir de los excedentes en los flujos de caja que permiten cubrir las posibles contingencias negativas durante la vida del proyecto.

## Antecedentes
Al definir el momento y lugar en que apareció el Project Finance la mayoría de autores no coinciden, sin embargo, podemos enmarcar el nacimiento de este planteamiento en la última década del siglo XX, y asumir que su aplicación ha seguido una tendencia creciente a escala mundial. Esta iniciativa ha tenido mayor aplicación en Estados Unidos e Inglaterra donde también aparecen las primeros intentos reguladores como la denominada PURPA (Public Utility Regulatory Power Act, 1987) en Estados Unidos y la 
Sociedad Británica de Iniciativas Privadas (Private Finance Iniciative, PFI, 1992).

## Enlaces
C.R.E.A.M. Europe PPP Alliance: http://www.cream-europe.eu
The International Project Finance Association: http://www.ipfa.org
Project Finance Magazine: http://www.projectfinancemagazine.com
Project Finance Portal (Harvard Business School):
http://www.people.hbs.edu/besty/projfinportal/index.htm
GMEF-Grupo de análisis Multicriterio Aplicado a la Ingeniería y las Finanzas (Universidad Politécnica de Valencia): https://web.archive.org/web/20150512201346/http://www.gmef.upv.es/
Grupo de Project Finance en Linkedin.com :
http://www.linkedin.com/groups?gid=58004
Modelo Excel de Project Finance
- Datos: Q182590